# 韩国法制处
法制处（韩语：／ Boepje-cheo */?），韩国国家行政机构之一。

## 沿革
- 1948年8月 - 总理室所属法制处设置。
- 1954年11月29日 - 改组为法务部所属法制室。
- 1960年6月15日 - 改组为国务院事务处所属法制局。
- 1962年12月26日 - 再次改组为总理室所属法制处。

## 职责

### 立法方面职能
政府立法活动的调整；法律法规等的起草与审定；法律法规的有权解释；法律法规的宣传；地方政府及自治团体的法制指导工作等相关事宜。

### 行政复议职能
通过国务总理行政审查委员会，行使对案件的审理、议决等方面的行政复议工作。

## 组织

### 官员
- 处长
  - 发言人
- 次长
  - 企画调整官
- 国务总理行政复议委员会常任委员

### 下部机构
- 运营支援课
- 行政法制局
- 经济法制局
- 社会文化法制局
- 法令解释情报局